# سام مک‌کوئین
سام مک‌کوئین (انگلیسی: Sam McQueen؛ زادهٔ ۶ فوریهٔ ۱۹۹۵) ورزشکار اهل بریتانیا است.
از باشگاه‌هایی که در آن بازی کرده‌است می‌توان به ساوتند یونایتد و ساوت‌همپتون اشاره کرد.
وی همچنین در تیم‌های ملی فوتبال England U21 بازی کرده است.